# Karen Bardsley
Karen Bardsley (Santa Monica, 14 ottobre 1984) è un'ex calciatrice inglese, di ruolo portiere. Ha giocato nella nazionale inglese in 61 partite.

## Carriera
Karen Bardsley nasce a Santa Monica, in California, e appassionandosi al calcio fin da giovane decide di abbinare il percorso scolastico a quello sportivo.

### Calcio universitario
Dopo aver conseguito il diploma alla Ruben S. Ayala High School, nel 2002 Bardsley decide di iscriversi alla facoltà di grafica presso la California State University, Fullerton, iscrivendosi come studente-atleta al programma di calcio femminile della sua sezione sportiva, i Cal State Fullerton Titans. dopo solo un anno dalla sua prima stagione le sue prestazioni le fanno guadagnare una candidatura alla Big West Conference Freshman of the Year. La stagione successiva inizia incorrendo in un grave infortunio, giocando solo 28 minuti prima che una frattura la obbligasse ad allontanarla per lungo tempo dai campi da gioco. A causa della riabilitazione deve saltare i primi otto incontri della stagione 2004, tuttavia ritornata tra i pali riesce ad essere determinante tanto da essere candidata al titolo, vincendolo, di Big West Conference Goalkeeper of the Year, trofeo che conquista anche nel 2005.

### Club

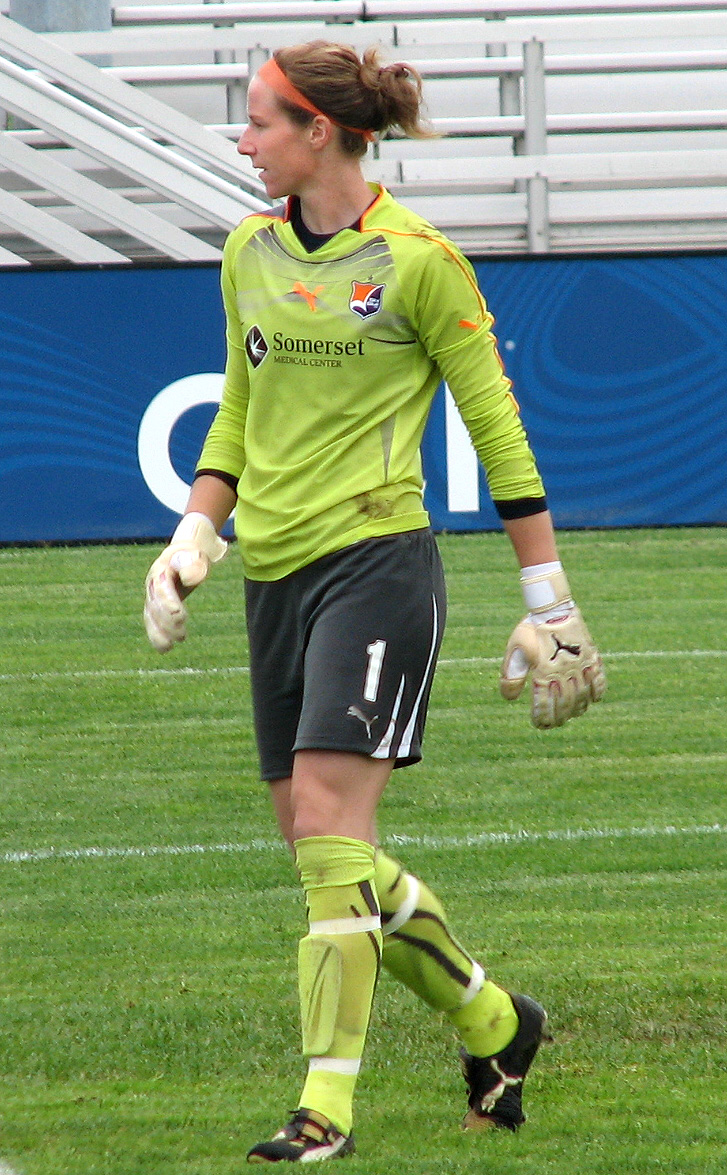
Bardsley nel 2010 con lo.

Terminati gli impegni universitari, Bardsley sottoscrive un accordo con l'Ajax America Women per giocare dalla stagione 2007 in Women's Premier Soccer League (WPSL), per passare al Pali Blues nel febbraio 2008, nella più impegnativa United Soccer Leagues W-League.
Si trasferisce allo Sky Blue, in Women's Professional Soccer, al terzo turno del 2009 WPS Draft. Bardsley viene impiegata in quattro occasioni al suo primo campionato con la nuova maglia, quello nel quale lo Sky Blue vince i Women's Professional Soccer Playoffs 2009.
A campionato finito, nell'agosto 2011 Bardsley coglie l'opportunità per giocare nel suo primo campionato estero firmando un contratto con il Linköpings per la seconda parte della stagione di Damallsvenskan, il massimo livello del campionato svedese. Con il Linköpings Bardsley gioca tre incontri alla prima stagione, rimanendo anche nel 2012 come secondo portiere ma non trovando spazio data la fiducia concessa alla titolare Sofia Lundgren.
Finito il campionato, nel novembre 2012 Bardsley annuncia il suo trasferimento al Lincoln City per giocare in Inghilterra nel FA WSL. Con la società di Lincoln rimane una sola stagione, sottoscrivendo un nuovo contratto biennale al termine del 2013 con il Manchester City. Il suo sodalizio con il City inizia nel migliore dei modi, risultando determinante nella conquista dell'edizione 2014 della FA Women's Super League Cup. Nel marzo 2015 Bardsley si rende protagonista di una condotta violenta durante la partita pareggiata 0-0 con il Birmingham City incorrendo in una squalifica di tre giornate.
Il 2 maggio 2022 ha annunciato il suo ritiro dal calcio giocato dopo non essere riuscita a recuperare del tutto da un infortunio subito nel corso del campionato mondiale 2019.

### Nazionale
Benché cresciuta negli Stati Uniti d'America, Bardsley decide di rappresentare l'Inghilterra grazie alle sue ascendenze familiari di Stockport, selezionata dal tecnico Mo Marley per la formazione Under-19 impegnata nell'Europeo di categoria di Germania 2003. Fa il suo debutto il 25 luglio, all'Am Stadtbad di Markranstädt, nella prima partita giocata dall'Inghilterra nel torneo, dove la sua squadra supera per 2-1 le avversarie pari età della Svezia.
Per il debutto nella nazionale maggiore deve attendere due anni, quando è inserita nella rosa della squadra che affronta l'edizione 2005 dell'Algarve Cup, debuttando nell'incontro giocato il 9 marzo dove l'Inghilterra si impone sull'Irlanda del Nord per 4-0. Nell'agosto 2009 il tecnico Hope Powell la inserisce nella rosa della squadra impegnata nella fase finale dell'Europeo di Finlandia 2009.

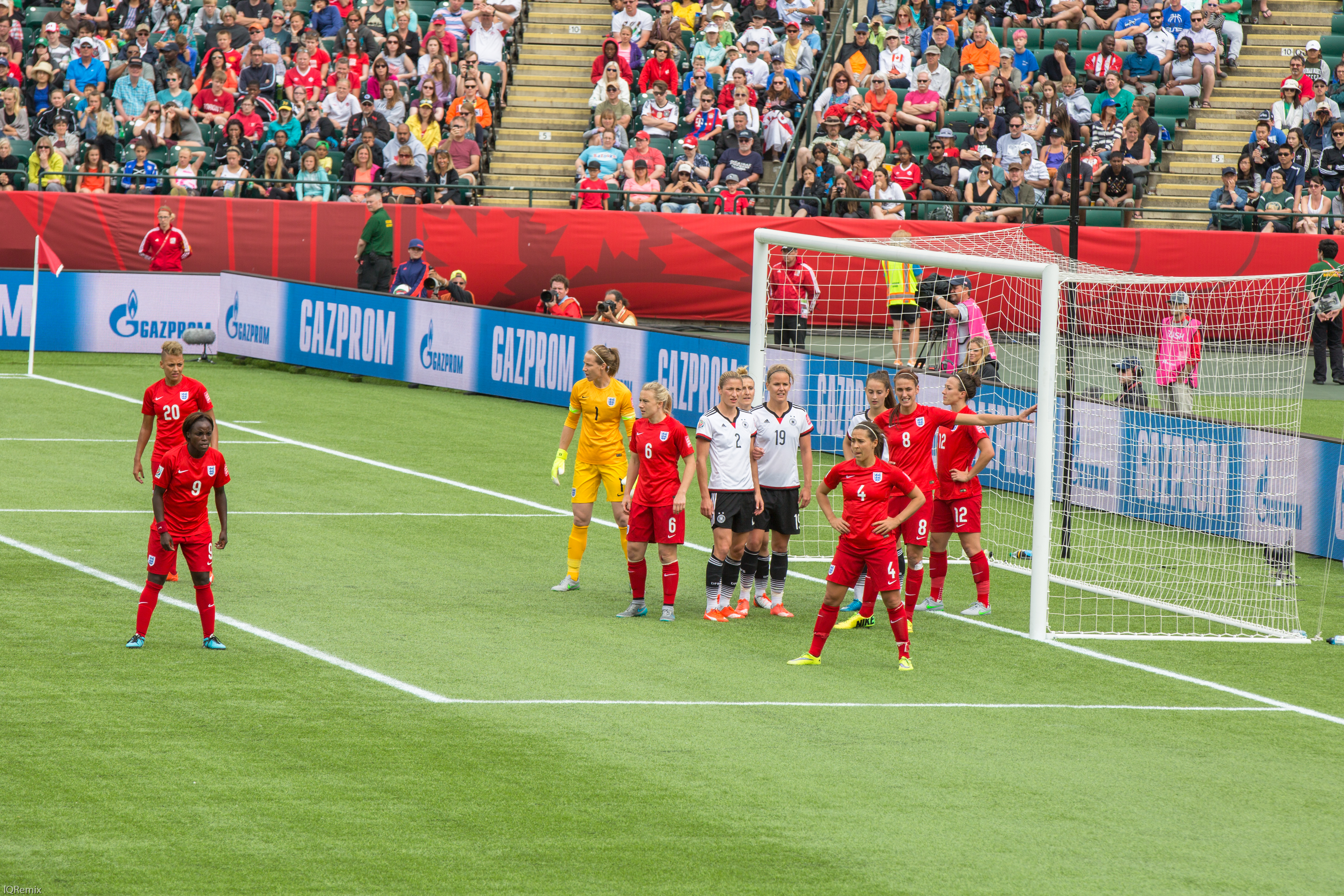
Mondiale di Canada 2015, 4 luglio, Edmonton: fase di gioco della finale per il terzo posto 1 0. Bardsley si distingue al centro dell'azione.

Dal Mondiale di Germania 2011 Bardsley ottiene il posto di portiere titolare nella nazionale inglese avvicendando Rachel Brown. Dopo la partita inaugurale dell'Inghilterra nel torneo, terminata 1-1 con il Messico,il tecnico Powell riferì che Bardsley si dichiarò sconvolta dopo aver concesso a Mónica Ocampo di trovare la rete del pareggio. La squadra riesce comunque a chiudere la fase a gironi al primo posto del gruppo B, accedendo ai quarti di finale affrontando la Francia; la partita termina sull'1-1 nel tempi regolamentari, non sbloccandosi nemmeno ai supplementari costringendo le squadre ad ottenere il passaggio del turno ai tiri di rigore. Bardsley riesce a parare il primo tiro di Camille Abily, ma il vantaggio non è sfruttato per gli errori dal dischetto di Claire Rafferty e Faye White costringendo l'Inghilterra ad abbandonare il torneo.
Nel giugno 2012 Bardsley viene inserita nella rosa della rappresentativa della Gran Bretagna che affronta il torneo di calcio femminile delle Olimpiadi di Londra 2012. Gioca tutti i quattro incontri disputati dalla nazionale britannica fino all'eliminazione dal torneo, superata agli ottavi di finale dal Canada per 2-0.
Inserita nuovamente in rosa per le qualificazioni all'europeo di Svezia 2013, festeggia con le compagne l'accesso alla fase finale; nella partita inaugurale l'Inghilterra viene superata per 3-2 dall'esordiente Spagna, risultato segnato dall'autorete di Bardsley al 94', compromettendo così il percorso nella fase a gironi. La squadra si rivela tuttavia incapace di essere competitiva, trovando il pareggio 1-1 con la Russia e una nuova sconfitta, per 3-0, con la Francia, venendo eliminata alla fine della fase ai gironi. Il risultato negativo si riflette sull'avvicendamento del selezionatore, con Hope Powell rimpiazzata dal nuovo tecnico Mark Sampson che continua a dare fiducia a Bardsley. Nel maggio 2015 Bardsley viene inclusa nella rosa delle giocatrici convocate per disputare il Mondiale di Canada 2015.
Sampson la impiega in tutte le sette partite disputate nel torneo, condividendo la storica impresa grazie alla vittoria per 2-1 sulle avversarie della Norvegia agli ottavi di finale accedendo, l'accesso ai quarti per la prima volta nella storia calcistica della nazionale inglese. Durante l'incontro con il Canada ai quarti di finale Bardsley, sofferente per un'evidente infiammazione all'occhio destro, viene sostituita al 51' da Siobhan Chamberlain. Benché il problema non fosse stato provocato da un contatto durante la partita, tanto da non identificarne le cause, in seguito venne ipotizzata la responsabilità di una reazione allergica da parte del manto in erba sintetica.

## Palmarès

### Club
- Campionato inglese: 1

Manchester City: 2016
- Women's Professional Soccer: 1

Sky Blue: 2009
- FA Women's Cup: 1

Manchester City: 2018-2019
- FA Women's League Cup: 4

Manchester City: 2014, 2016, 2018-2019, 2021-2022

### Nazionale
- SheBelieves Cup: 1

2019